# Pachyopella flavida
Pachyopella flavida är en tvåvingeart som först beskrevs av Christian Rudolph Wilhelm Wiedemann 1824.  Pachyopella flavida ingår i släktet Pachyopella och familjen lövflugor. Inga underarter finns listade i Catalogue of Life.